# 蛇穴 (電影)
《蛇穴》（英語：The Snake Pit）是一部於1948年上映的美國劇情片。該片由阿納托爾·利特瓦克執導，並由奥丽维亚·德哈维兰、馬克·史蒂文斯、李奧·真、西莱斯特·霍姆、比尤拉·邦蒂和李·帕特里克。電影改編自瑪莉·珍妮·沃德1946年同名半自傳小說，講述一名女性在瘋人院找到自己，並不知道她如何到這裏。
小說由弗兰克·帕托斯、美倫·布蘭德和亞瑟·勞倫茲改編上螢幕，而後者並沒掛名。

## 劇情
維吉尼亞·坎寧安是囚禁在精神病院杜松山州立醫院（僅治療女性患者）的一名據稱患有精神分裂症的囚犯。她有幻聽並看起來有思覺失調讓其無法認識她的老公羅伯特。

科克醫生與她合作，並閃回顯示了幾年前在芝加哥維吉尼亞和羅伯特是如何相識的。他為一家拒絕她作品的出版商工作，後來又在自助餐廳碰面。有時，她會持續在自助餐廳附近閒逛，所以他們互相認識。
儘管他們的戀情開始開花結果，但維吉尼亞卻不辭而別離開小鎮。羅伯特移居紐約，並在愛樂樂團再次碰到她。在她為離開給出一個站不住腳的藉口後，儘管她依舊迴避和避免他對於結婚的慾望，他們還是在分開的地方重燃熱火。最終，維吉尼亞提出可以結婚。他們於5月7日結婚，但是維吉尼亞又開始不確定了。她無法入睡，失去了與現實的聯繫，因為她感覺那是十一月，而羅伯特糾正她時突然發作。電影的其餘部分都圍繞著她的治療。科克醫生讓她接受電痙攣療法，以及其他包括催眠的療法。科克醫生想要解決「她無意識拒絕的原因」。這部電影擁有許多倒敘，包括她較早未能與高登訂婚以及童年問題。這部電影展示了她的進步以及她在過程中發生了什麼。
精神病醫院是按一系列「等級」計劃的。患者病情越好轉，她所能達到的等級就越低。維吉尼亞搬到最低等級（第一級），她在那裏遇到戴維斯護士，醫院裡唯一真正有虐待傾向的護士。戴維斯嫉妒科克博士對維吉尼亞的興趣，她認為這太過分了。戴維斯護士使維吉尼亞爆發，導致維吉尼亞被束縛，並被從第一級驅逐至「蛇穴」，那裏被認為無法救助的患者簡單地放在一個大墊子的牢房裡並被拋棄。得知此事的科克醫生將維吉尼亞重返一級，且遠離了戴維斯護士的護理。
儘管遭受了挫折，科克醫生的治療持續改善維吉尼亞的精神狀態。隨著時間的流逝，維吉尼亞獲得了深刻簡潔和自我了解，能夠離開醫院。
這部電影還描繪了該機構的官僚體制，工作人員（有些不友善而超然，有些則善良且善解人意）以及患者之間的關係，維吉尼亞從中學到的她在治療中所得到的知識一樣多。

## 演員表
- 奥丽维亚·德哈维兰 飾 維吉尼亞·斯圖爾特·坎寧安
- 馬克·史蒂文斯（英语：Mark Stevens (actor)） 飾 羅伯特·坎寧安
- 李奧·真（英语：Leo Genn） 飾 科克醫生
- 西莱斯特·霍姆 飾 葛蕾絲
- 格倫·蘭根（英语：Glenn Langan） 飾 泰瑞醫生
- 海倫·克雷格（英语：Helen Craig (actress)） 飾 戴維斯護士
- 里夫·艾瑞克森（英语：Leif Erickson (actor)） 飾 高登
- 比尤拉·邦蒂（英语：Beulah Bondi） 飾 格里爾夫人
- 李·帕特里克（英语：Lee Patrick (actress)） 飾 庇護犯人
- 霍華德·弗里曼（英语：Howard Freeman） 飾 柯蒂斯醫生
- 娜塔莉·沙弗（英语：Natalie Schafer） 飾 斯圖爾特夫人
- 露絲·唐納利（英语：Ruth Donnelly） 飾 露絲
- 凱瑟琳·洛克（英语：Katherine Locke） 飾 瑪格麗特
- 西莉亞·洛夫斯基（英语：Celia Lovsky） 飾 格特魯德
- 弗蘭克·康羅伊（英语：Frank Conroy (actor)） 飾 喬納森·吉福德醫生
- 明娜·岡貝爾（英语：Minna Gombell） 飾 哈特女士
- 貝琪·布萊爾（英语：Betsy Blair） 飾 海絲特
- 洛拉·李·米歇爾（英语：Lora Lee Michel） 飾 6歲的維吉尼亞

## 外部鏈接
- 互联网电影数据库（IMDb）上《蛇穴》的资料（英文）
- AllMovie上《蛇穴》的资料（英文）
- TCM电影资料库上《蛇穴》的资料（英文）
- 美国电影学会目录上的《蛇穴》（英文）
- 爛番茄上《蛇穴》的資料（英文）